# Omphale petiolata
Omphale petiolata är en stekelart som beskrevs av Christer Hansson 1997. Omphale petiolata ingår i släktet Omphale och familjen finglanssteklar. Inga underarter finns listade i Catalogue of Life.